# Liszt-Denkmal Weimar

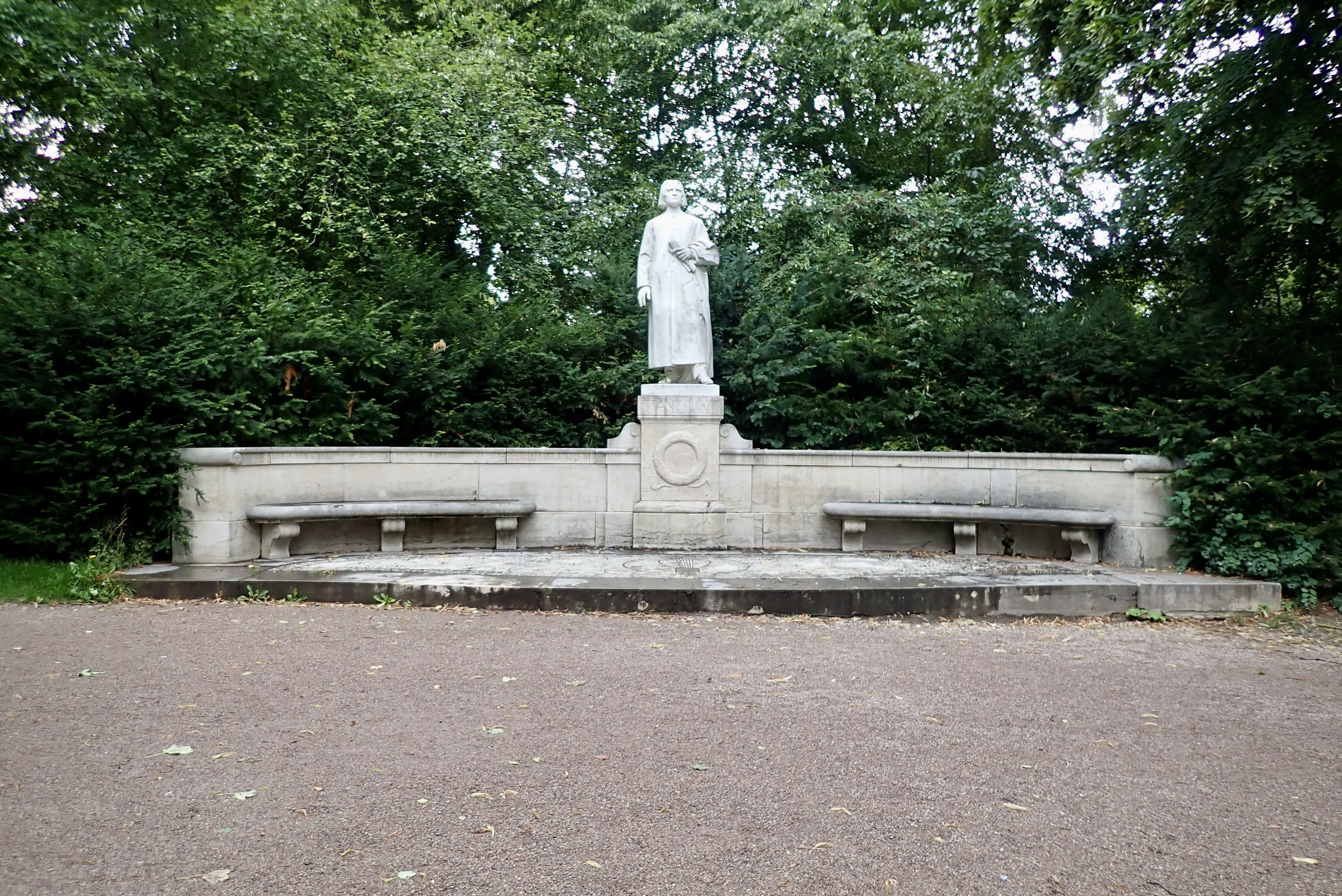
Liszt-Denkmal

Das dem österreichisch-ungarischem Komponisten Franz Liszt gewidmete Liszt-Denkmal in Weimar, unweit des Liszt-Hauses Weimar im Park an der Ilm, wurde von Hermann Hahn geschaffen und am 31. Mai 1902 enthüllt.

## Geschichte
Die Enthüllung des Denkmals begann mit einer großen Vorfeierstunde in Form eines Konzertabends am 30. Mai 1902, die im Weimarer Hoftheater stattfand. Teilnehmer des Konzertabends waren Freunde des Geehrten, namhafte Musiker und Vertreter der Landesregierung. Nach dem Konzert trafen sich viele Feierteilnehmer in verschiedenen Lokalitäten und nahmen Gelegenheit, sich über das Werk von Liszt und dessen Bedeutung auszutauschen. Die Denkmalsenthüllung am folgenden Tag wurde dann ebenfalls „weihevoll“ vorgenommen: begleitet von Gesang, Reden und Fahnenschmuck rund um den Denkmalsplatz. Nach der Enthüllungszeremonie legten viele Anwesende Kränze nieder und weitere berühmte Personen, auch aus dem Ausland, hielten noch einmal kurze Gedenkreden. In der Jury der Denkmalkommission saßen u. a. Adolf von Hildebrand und Max Klinger. Die Enthüllung des Denkmals wurde vom Weimarer Hoffotografen Louis Held im Lichtbild festgehalten. Es ist nicht nur ein Denkmal für Liszt, sondern auch das durch ihn wesentlich geprägte Silberne Zeitalter.

## Beschreibung
Das mittig auf einem Postament aufgestellte Standbild von Franz Liszt besteht aus weißem Laaser Marmor und ist insgesamt 2,50 Meter hoch. Es wurde von dem Münchner Bildhauer Hermann Hahn geschaffen. Die Statue zeigt Liszt in einem „Priesterrock“ und in realistischer Manier mit eingerolltem Notenblatt in der linken Hand. Die Front des Postaments ist mit einem steinernen Kranz geschmückt und wird eingefasst von einem halbrunden Podest aus farbigem Naturstein-Mosaikpflaster, in dem zwei steinerne Sitzbänke angebracht sind. Diese bestehen aus gelblich-weißem Jurakalk mit Fossilresten. Davor befindet sich ein Plateau aus farbigem Naturstein. Die Anlage erinnert an die im Ilmpark befindliche Pompejanische Bank, welche über ein Jahrhundert zuvor geschaffen worden war.

## In der Nachbarschaft
Die Blickachse zwischen Denkmal und dem Liszthaus wird durch den Sowjetischen Ehrenfriedhof im Ilmpark etwas beeinträchtigt.
Im Jahr 1976 ließ die Stadtverwaltung eine Büste für den ungarischen Nationaldichter Sándor Petőfi in der Nähe des Liszt-Denkmals aufstellen. Mór Jókai, der mit Petőfi befreundet war, schrieb über ihn postum die Ballade von Des toten Dichters Liebe, die von Franz Liszt vertont wurde. Das Gedicht beschreibt den toten Petőfi, der im Grab keine Ruhe findet und seinen Lieben keine Ruhe lässt.